# Sputnik 7
Sputnik 7 var det första sovjetiska försöket att skicka iväg en rymdsond för att utforska Venus. Uppskjutningen den 4 februari 1961 till en omloppsbana runt jorden gick inledningsvis bra. Men när det fjärde steget, en Molnija-raket, skulle tändas för att skicka Venerasonden mot Venus blev det kanske fel på en timer och rymdsonden blev kvar i sin omloppsbana runt jorden.

## Konspirationsteorin
På grund av sin totala vikt, 6 483 kg, misstänkes uppdraget, av icke-sovjetiska observatörer, för att vara ett misslyckat bemannat uppdrag.

### Fotnoter
1. ↑  ”NASA Space Science Data Coordinated Archive” (på engelska). NASA. https://nssdc.gsfc.nasa.gov/nmc/spacecraft/display.action?id=1961-002A. Läst 27 mars 2020.